# 元清觀
24°04′47″N 120°32′33″E / 24.0796222427228°N 120.542633469755°E
元清觀，是位於台灣彰化縣彰化市的道教廟宇，當地居民稱作天公壇（Thinn-kong-tuânn），建於1763年（乾隆二十八年），是一座供奉玉皇上帝的廟宇。該廟於2006年4月9日失火，之後在2010年12月初重修完成，並於2011年1月5日舉行一連五天的重修入火安座保安福醮大典。元清觀當前屬為中華民國國定古蹟。
臺灣民間說法，「臺灣天公三間半」，意思是臺灣主奉天公的名廟，分別是南臺灣的臺灣首廟天壇、中臺灣的沙鹿玉皇殿、北臺灣的新竹天公壇，以及「半間」彰化元清觀（因道路拓寬，殿宇內縮）。

## 沿革
元清觀為清代台灣少數以「觀」為名的寺廟，彰化市民稱為「天公壇」。早年元清觀為神明會的組織型態，至清乾隆28年（1763）始創建廟宇，後由泉籍人士林文濬、貢生鄭士模、業戶黃添註、阮昌、張國良等修建。
清道光28年（1848年）十一月初八彰化大地震，元清觀五門殿（前殿）及戲台崩塌受損，士紳原議遷建縣城南方，後因戴潮春事件而暫緩。清同治5年（1866）由舉人蔡德芳、士紳陳元吉等倡議重修，監生楊祥光負責重修工程，歷經數年的重修仍未竣工，日後由張昭彩、職員莊瓊輝再進行重修工程，至清光緒13年（1887）完成。
同治、光緒年間的重修，元清觀的前殿、戲台規模宏偉壯觀，正殿增高基礎，並加以髹漆，廟宇煥然一新。重修後由泉州七邑（晉江、南安、惠安、同安、安溪、永春、德化）人士舉行三朝慶成建醮，完成開光謝土儀式，此次的重修奠定今日元清觀的建築規模。三川殿楣樑上懸掛「溫陵福地」匾，即訴說著元清觀為泉州人的信仰中心。
日治時期實施市區改正，拓寬天公壇巷（今陳稜路），正殿及後殿右側遭部份拆除。臺灣光復後，元清觀遭居民佔用，至1982年住戶遷出後，由市公所進行修護，1985年8月19日指定為二級古蹟。1999年九二一大地震，元清觀三川殿牆面受損，2002年進行修復，保存元清觀的風貌。2006年4月9日元清觀遭回祿之災，正殿與廂廊燒毀，之後進行古蹟的修復，於2010年12月初重修完成，並於2011年1月5日舉行重修入火安座保安福醮大典。

## 建築設計

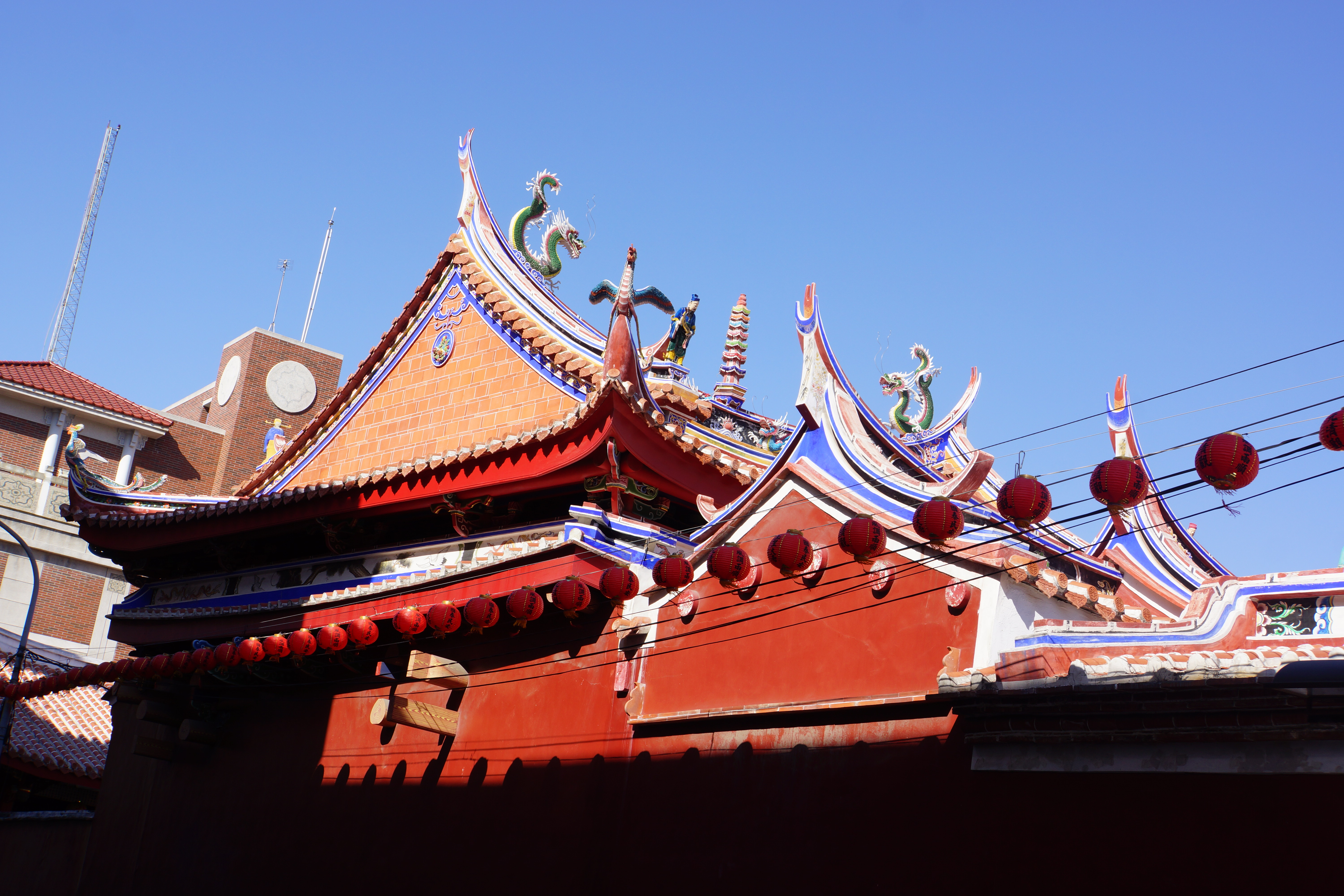
元清觀屋簷
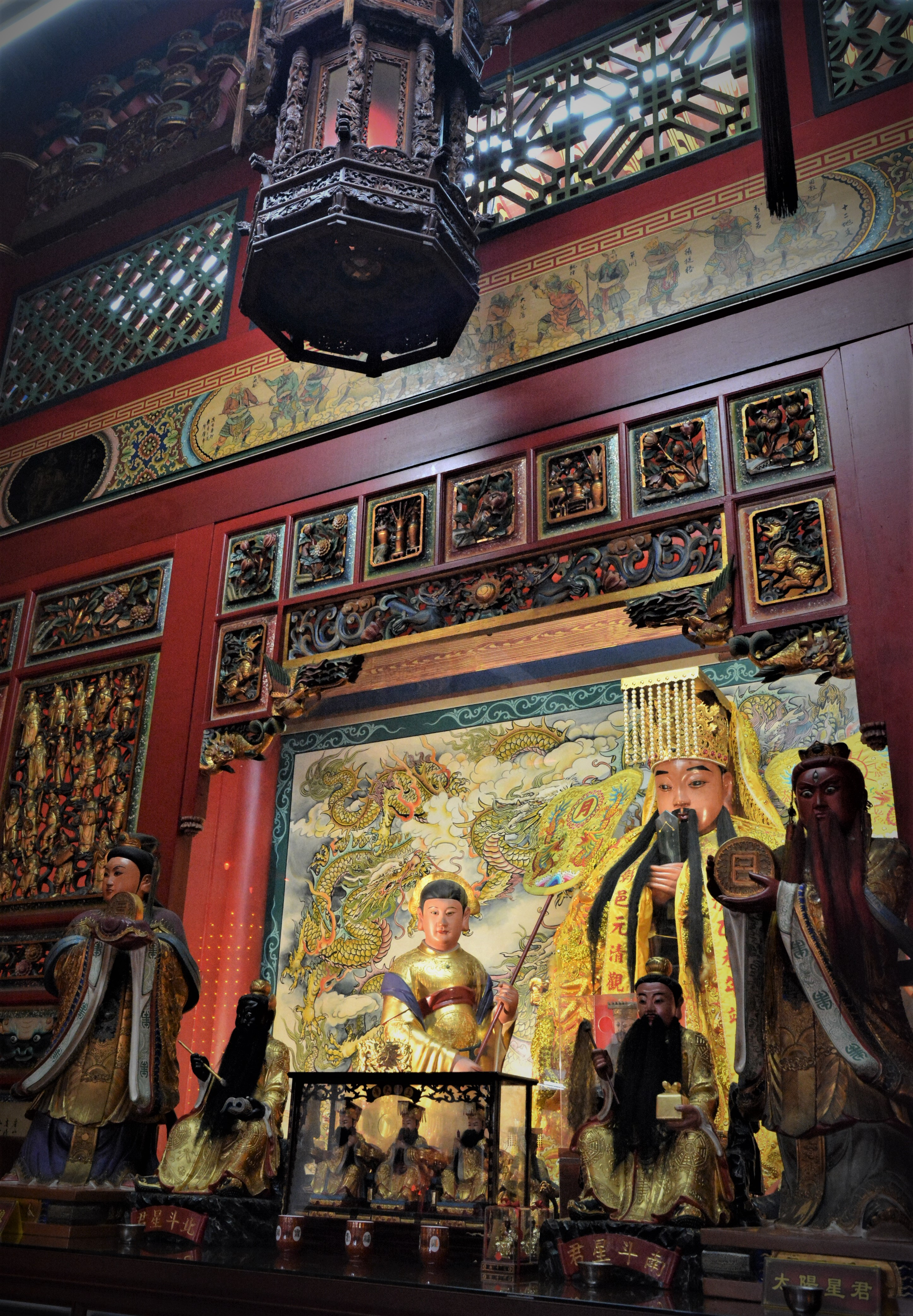
元清觀正殿
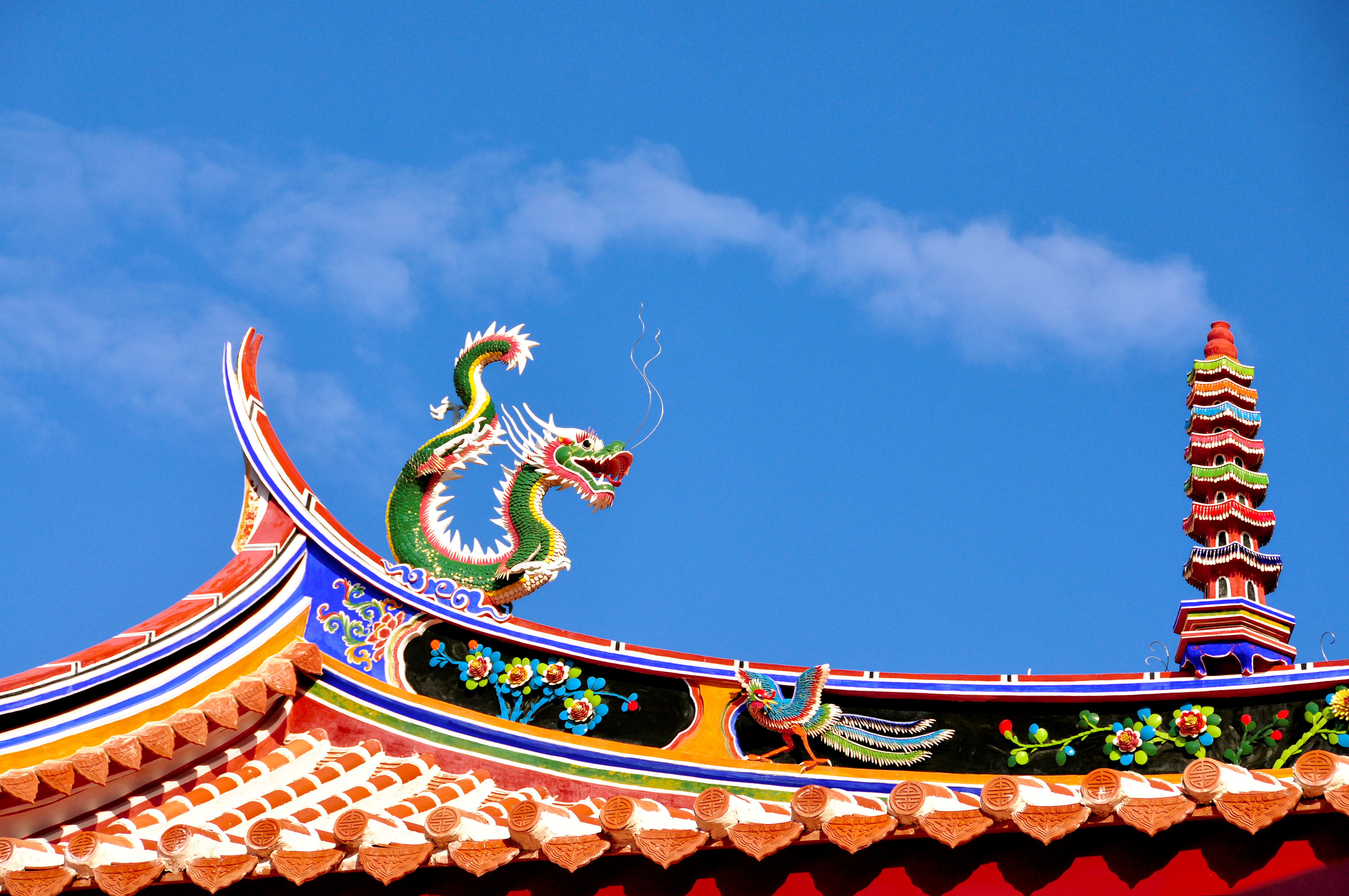
元清觀廟頂
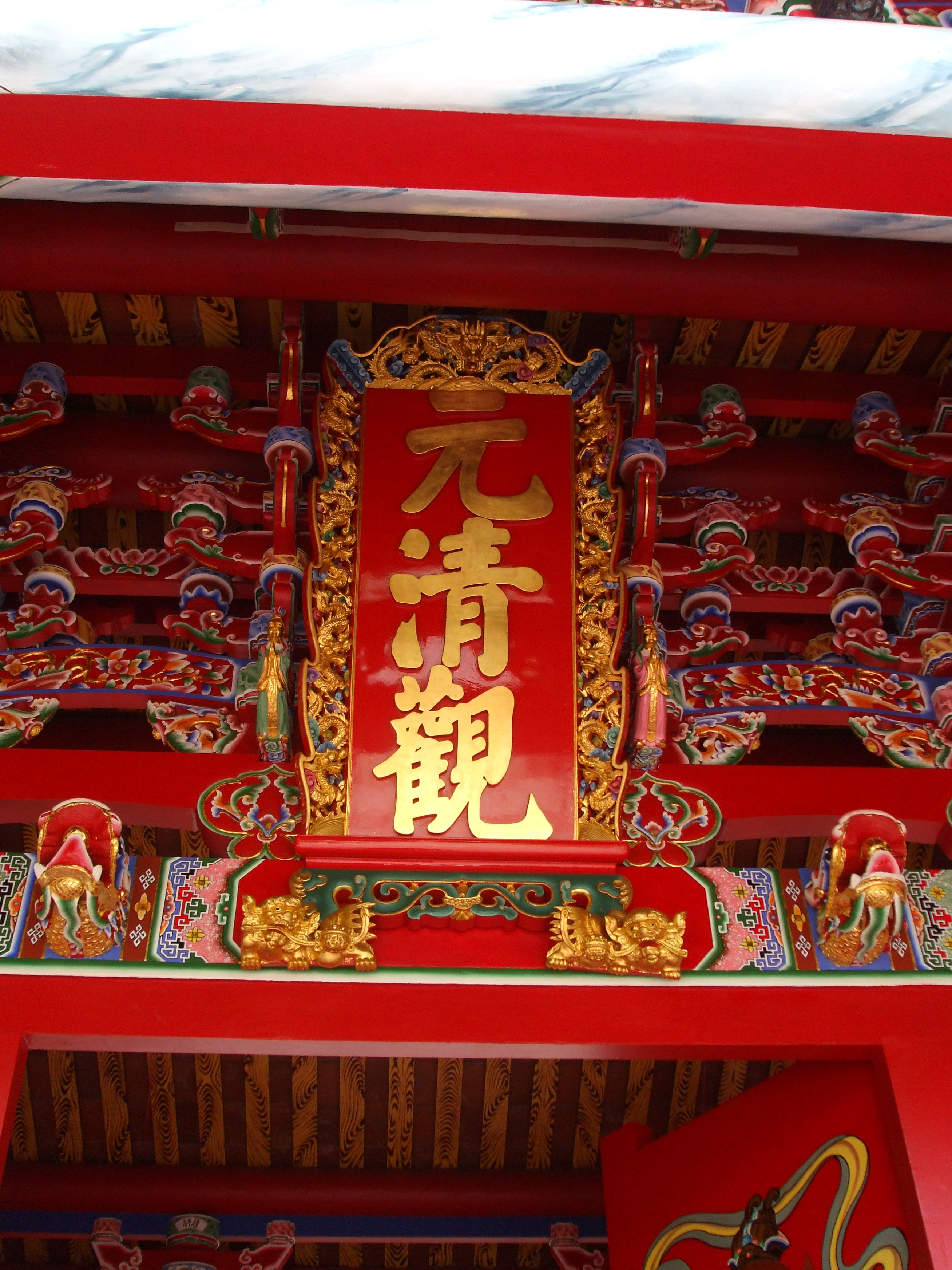
元清觀廟額

當前元清觀的建築是清同治、光緒年間重修時的風貌，為三進二院的建築格局，分別為三川殿、正殿及後殿構成。三川殿面寬五開間，因開有五個門，故又稱五門殿。五門殿屋頂為「歇山牌樓升簷式」的造型，正門三開間處屋頂升高，兩旁屋簷較低，主次分明。

### 三川殿
三川殿前簷下方有一排吊筒，雕刻有各式各樣的蓮花造型，吊筒的正面並裝飾有飛天、鳳凰與獅子等木雕，造型優雅樸實。三川殿壽樑上的看架斗栱，栱身雕刻有「象頭栱」造型，取其「太平有象」之意，栱身的上方並雕有洋人憨番的人物雕刻，豐富了元清觀的裝飾題材。正門前有一對青斗石獅，龍邊公獅腳踩繡球，球上雕有古代錢幣的圖紋，虎邊母獅則懷抱小獅，石獅身體的姿態獨特，背部螺紋式的鬃毛刻劃入微，是台灣廟宇石獅造型的經典之作。正門兩旁「螭虎團爐」木雕，螭虎與古代青銅器上的獸紋相似，具有避邪之意。元清觀的木屏，以螭虎造型構成香爐的圖案，香爐中央雕有磬牌，其上書有「囍」字，有「祈求平安」之意。三川殿兩旁交趾陶為清光緒3年（1877）重修時的作品，龍邊裝飾鳳凰，虎邊為麒麟。民國88年九二一地震時，部份交趾陶受損，由嘉義林光沂進行修護。下方裙堵是以磚雕構成「大獅小獅戲彩球」的圖騰，大獅小獅引申為「太師與少師」，為周代官制，是功名的象徵。
三川殿的門神彩繪，正門門神為王天君與趙天君的造型，有別於一般廟宇的門神，龍邊為王天君持執鋼，趙天君手持鞭，其彩繪及門神則為彩繪匠師陳穎派的作品。

### 拜殿、正殿
正門的門簪為龍首造型，由於龍首無角，故又稱「螭首」。次間的門簪為獅子的造型，獅子又分開口與閉口獅，分別象徵公獅與母獅。稍間的門簪為蟾蜍造型，古代文人喻月宮為「蟾宮」，裝飾蟾蜍的造型，有「科舉高中、金榜題名」的涵意。
拜殿前有一塊青石石雕，稱為「御路」，上方刻有雲龍，為神聖空間的象徵。拜殿前的龍柱是清光緒3年（1877）重修時的作品，為清末龍柱造型的佳作。龍柱採單龍盤柱，龍柱上方並有八仙人物裝飾其上，柱頭有李白醉寫番表等人物雕刻。
正殿屋頂為重簷歇山式建築，為了承受屋頂山牆的重量，在正殿次間增設一列柱子，其建築物的「增柱法」為台灣傳統建築的先例。正殿採三通五瓜棟架，由於正殿挑高，通樑下方另置疊斗，以增加其結構力學。正殿內四點金柱則是有乾隆59年（1794年）及光緒8年（1882年）重修時的抱柱聯。元清觀目前保存有乾隆27年（1762年）「穹窿主宰」匾、「慈航慧照」匾、「海國同天」匾等，三川殿內兩旁有明治31年（1898年）吳德功所撰「溫陵元清觀碑記」碑文，為元清觀重要的文物。

## 祀奉神祇
元清觀主祀玉皇上帝，同祀王母娘娘及太上老君，陪祀三官大帝、南斗星君、北斗星君、太陽星君、太陰娘娘、王天君與中壇元帥，兩旁從祀張天師與玄天上帝；後殿供奉觀世音菩薩，同祀太歲星君，配祀韋馱菩薩、伽藍菩薩和善財龍女，兩旁陪祀十八羅漢。

## 外部連結
- 元清觀的Facebook專頁
- 彰化縣古蹟與歷史建築資訊網 元清觀